# Chiesa dei Santi Andrea e Lucia (Pescia)

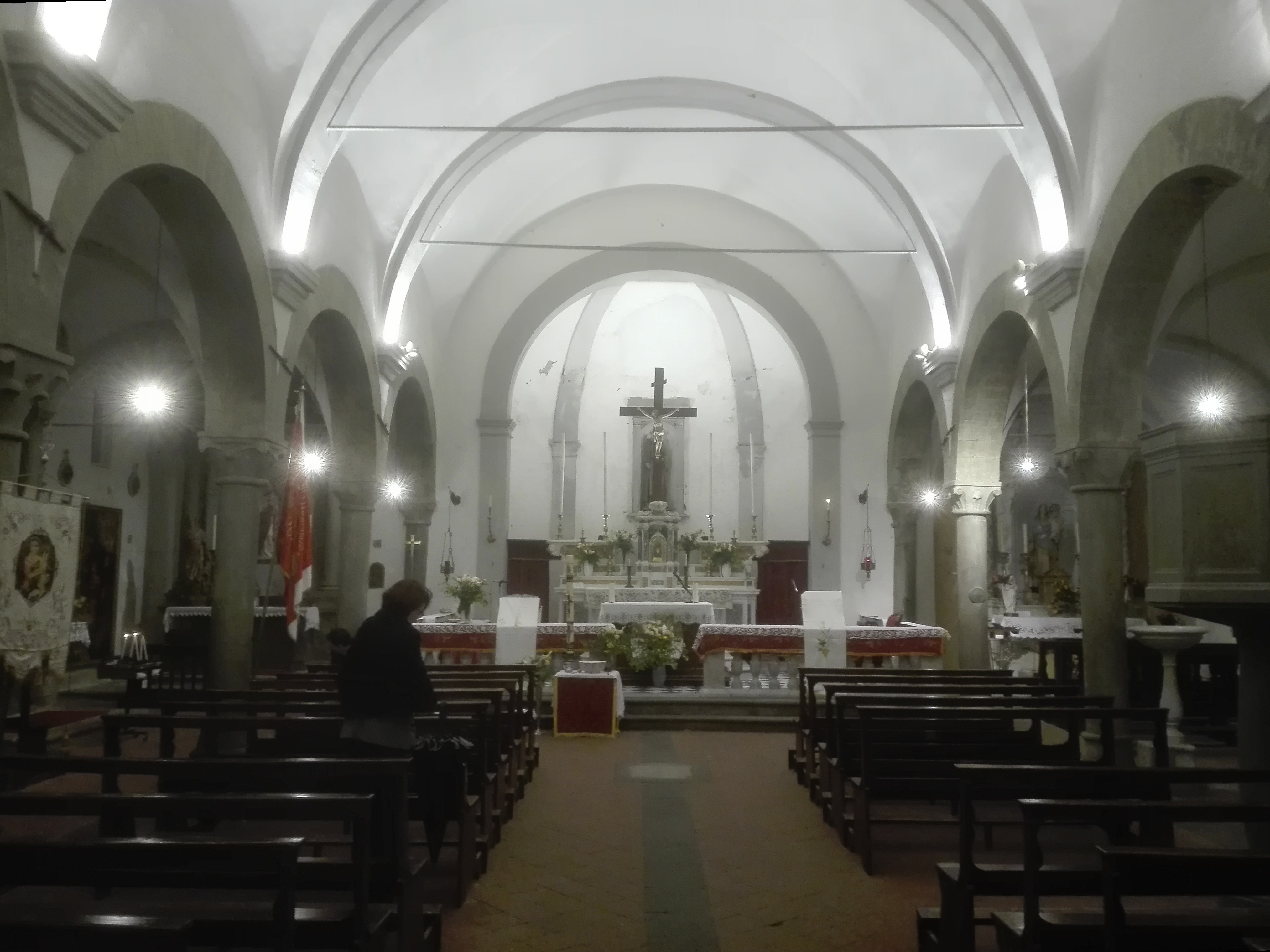
Interno della chiesa

La chiesa dei Santi Andrea e Lucia si trova a Pontito, frazione di Pescia, in provincia di Pistoia e arcidiocesi di Lucca.

## Storia e descrizione
Documentata dal 980, presenta una facciata a capanna in pietra e portale rinascimentale finemente scolpito.
L'interno è diviso in tre navate da una serie di colonne con capitelli del XV secolo, ad eccezione di uno ornato con una testa umana, eseguito probabilmente nel XII.
La chiesa conserva un fonte battesimale a immersione decorato da cornucopie e rosoni (1441-1497), ed è arricchito da un grande arco in pietra grigia scolpito con motivi vegetali e i simboli dei quattro Evangelisti (fine XV secolo).
Davanti all'altare maggiore sono collocate due preziose sculture lignee raffiguranti Sant'Andrea e Santa Lucia affini alla produzione di Francesco di Valdambrino, eseguite da un ignoto artista nel primo decennio del Quattrocento.
Da segnalare un' Adorazione dei pastori dipinta su tavola; opera di notevole fattura, essa risale alla fine del XVI - inizio del XVII secolo ed è eseguita da ignoti artisti toscani, appartenenti alla scuola di Sebastiano Vini.